# Leia biamputata
Leia biamputata är en tvåvingeart som beskrevs av Edwards 1933. Leia biamputata ingår i släktet Leia och familjen svampmyggor. Inga underarter finns listade i Catalogue of Life.